# Tmarus vitusus
Tmarus vitusus es una especie de araña cangrejo del género Tmarus, familia Thomisidae.

## Distribución
Esta especie se encuentra en México y Panamá.